# فهرست سفیران نیوزیلند در ایران
سفیر نیوزلند در ایران، مهم‌ترین نماینده دیپلماتیک کشور نیوزلند در ایران و مقام مسئول نمایندگی دیپلماتیک کشور نیوزلند در ایران است.
این سفارتخانه در تهران، پایتخت ایران واقع است. نیوزلند از سال ۱۹۷۵م. سفیر مقیم در ایران دارد. سفیر حاضر در ایران همزمان به عنوان بالاترین مقام مسئول نیوزلند در پاکستان معتبر (سفیر آکردیته) است، پیش از تأسیس سفارت نیوزلند در کابل سفیر نیوزلند در ایران نماینده دولت نیوزلند در افغانستان نیز بود.

## لیست سفیران

### سفیران در ایران
- بروس براون (۱۹۷۵–۱۹۷۸)
- کریس بیبی (۱۹۷۸–۱۹۸۰)

### کاردار در ایران
- گرام آموندسن (۱۹۸۰–۱۹۸۲)

### سفیران در جمهوری اسلامی ایران
- دان هارپر (۱۹۸۲–۱۹۸۴)
- ریچارد وودز (۱۹۸۴–۱۹۸۷)
- جان وود (۱۹۸۷–۱۹۹۰)
- لوری مارکز (۱۹۹۰–۱۹۹۳)
- جان هیز (۱۹۹۳–۱۹۹۵)
- دانیل ریچاردز (۱۹۹۵–۱۹۹۸)
- وارویک هاوکر (۱۹۹۸–۲۰۰۲)
- نیلز هولم (۲۰۰۲–۲۰۰۵)
- همیش مک مستر (۲۰۰۵–۲۰۰۹)
- برایان سندرز (۲۰۰۹ - ۳۱ مارس ۲۰۱۴[۱])
- Eamon O'Shaughnessy (۳۱ مارس ۲۰۱۴[۲])